# جيروم وايتهيد
جيروم وايتهيد (بالإنجليزية: Jerome Whitehead)‏ مواليد 30 سبتمبر 1956 في وكغن - الوفاة 20 ديسمبر 2012، كان لاعب كرة سلة أمريكي. بدأ مسيرته الاحترافية في سنة 1978. تم اختياره من قبل فريق بوفالو بريفز خلال الدرافت. بلغ طوله 6 قدم 10 بوصة (2.1 م). اعتزل اللعب في 1989.

## المسيرة الاحترافية
لعب مع لوس أنجلوس كليبرز من سنة 1978 إلى 1980، ثم لعب مع يوتا جاز في موسم 1979–1980، ثم لعب مع دالاس مافيريكس في سنة 1980، ثم لعب مع كليفلاند كافالييرز في سنة 1980، ثم لعب مع لوس أنجلوس كليبرز في سنة 1984، ثم لعب مع غولدن ستايت ووريورز من سنة 1984 إلى 1989، ثم لعب مع سان أنطونيو سبرز في موسم 1988–1989.

## روابط خارجية
- جيروم وايتهيد على موقع إن بي أي (الإنجليزية)
- جيروم وايتهيد على موقع سبورتس رفرنس (الإنجليزية)
- جيروم وايتهيد على موقع كلية كرة السلة في سبورتس رفرنس.كوم (الإنجليزية)
- جيروم وايتهيد على موقع ريلجم (الإنجليزية)
- جيروم وايتهيد على موقع بروبوليرز (الإنجليزية)